# Beaufort, Libanon
Beaufort (arabiska: قلعة الشقيف (Qala'at al-Shaqif), franska: Forteresse de Beaufort) är en borgruin och fornlämning i Libanon. Borgen ligger i guvernementet Nabatiye, i den södra delen av landet, cirka 60 kilometer söder om huvudstaden Beirut, sydsydöst om byn Arnoun. Borgruinen ligger uppe på en hög klippa, med vid utsikt över omgivningarna. Öster om borgen stupar klippan brant ner, cirka 300 meter, ned mot floden Litani. Borgen var en korsfararborg under 1100-talet och byggdes upp för att försvara kungariket Jerusalem, även om en tidigare enklare befästning tros ha funnits på platsen. Senare krig i modern tid, från 1600-talet och framåt, men också jordbävningar, gjorde borgen till en ruin.
Närmaste större samhälle är Nabatieh, 7,5 kilometer nordväst om fornlämningen. 

## Historia

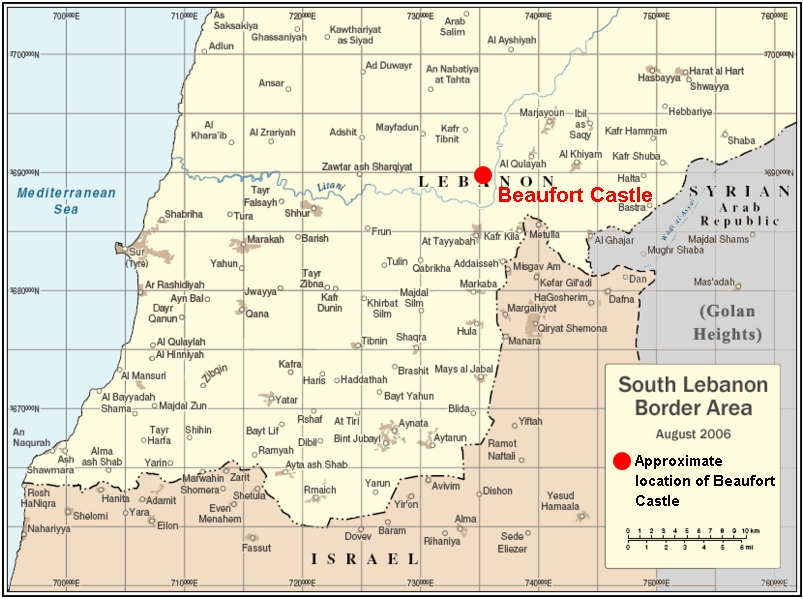
Karta som visar läget för borgen Beaufort i Libanon

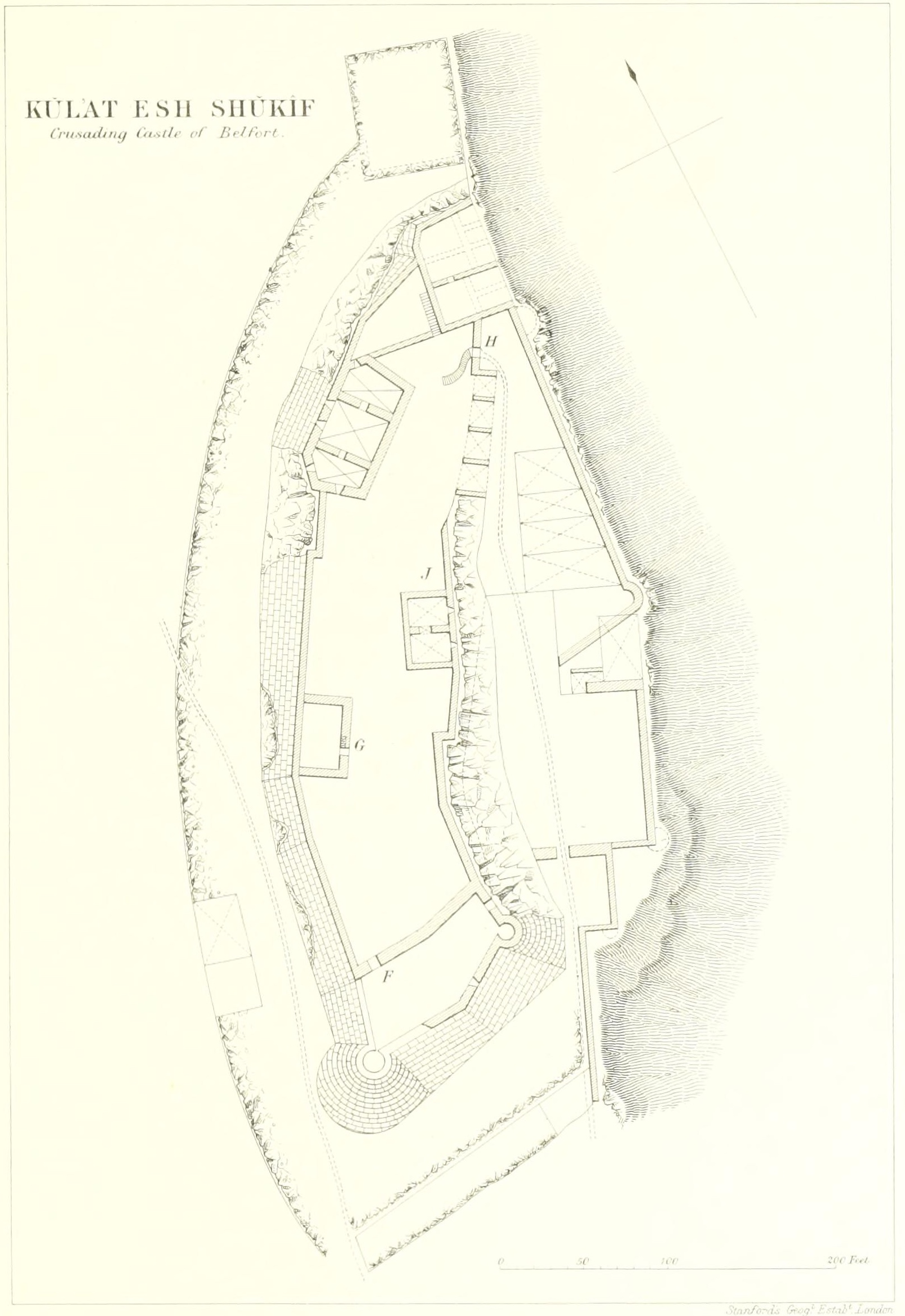
Ritning över borgen från 1871–77.

Lite är känt om platsen för borgruinen före korsfararnas ankomst på 1100-talet, då man inte funnit samtida texter som omnämner den. Men historiker tror att platsen med sitt strategiska läge var befäst i någon enklare form redan före korsfararnas ankomst. Fulko av Jerusalem erövrade den enklare befästningen 1139 (eller 1138) från en lokal drusisk prins, och den större korsfararborgen byggdes upp, som en del i försvaret av kungariket Jerusalem.
Efter slaget vid Hattin 1187, under perioden mellan andra och tredje korstågen, som var en betydande seger för Saladin, föll många av korsfararstaternas befästningar och städer för Saladin. Beaufort, som då stod under befäl av Reginald av Sidon, var bland de korsfararborgar som motstod Saladin längst, till april 1190. Reginald togs till fånga av Saladin 1189 och Saladin belägrade borgen, innan den 1190 överlämnades till honom mot Reginalds frisläppande. Borgen lämnades tillbaka till korsfararna 1240 efter förhandling av Thibaut I av Navarra med as-Salih Ismail, ayyubidisk sultan av Damaskus. År 1260 sålde Julian av Sidon borgen till Tempelherreorden. Några år senare, 1268, belägrades och togs borgen av mamelukerna och sultan Baibars. Restaureringar och utbyggnad utfördes, och 1300-talet till 1500-talet blev en lugn period i borgens historia.
På 1600-talet togs borgen av Fakhr-al-Din II, drusisk emir, och blev en del av hans befästningsnätverk, tills han besegrades av osmanerna, som förstörde delar av borgen. Fram till 1769 styrde olika feodala familjer området. År 1782 belägrade pascha Ahmad al-Jazzar, guvernör av Akko, borgen, intog den och förstörde befästningsverken.
Jordbävningen i Galileen 1837 skadade ytterligare de kvarvarande lämningarna av borgen. Efter jordbävningen användes borgruinen av lokalbefolkningen som stenbrott och skydd för får.
Under den senare delen av 1800-talet, som var en lugn period i området, besöktes och beskrevs borgruinen av arkeologer och andra intresserade av Orienten, bland annat av Victor Guérin och Claude Reignier Conder och Herbert Kitchener.
Efter 1920, då det franska mandatet för Syrien och Libanon trätt i kraft, fanns ett franskt intresse för de gamla korsfararborgarna, och dokumentation av platserna och restaurering påbörjades av myndigheterna. Efter Libanons självständighet 1943 utfördes ytterligare omfattande restaureringar.
I mitten av 1970-talet utbröt inbördeskriget i Libanon. Från 1976 till 1982 ockuperades borgruinen av PLO som använde denna befästa platsen som utgångspunkt för attacker mot norra Israel. Under åren fram till 1980 var platsen föremål för många militära räder. Borgruinen blev kraftigt skadad vid slaget om Beaufort, den 6 juni 1982, och erövrades av Israel strax därefter, den 8 juni samma år. Israeliska styrkor ockuperade borgruinen fram till år 2000, tills Israel drog tillbaka sina trupper från södra Libanon.
Under 2010-talet har nya restaureringar påbörjats, men finansieringen har varit osäker, så restaurering går långsamt, och borgen öppnats för besök av allmänheten och turister.

## Inom film och skönlitteratur
Beaufort är en av de korsfararborgar som omnämns i Jan Guillous bokserie om tempelriddaren Arn Magnusson, i Tempelriddaren och Riket vid vägens slut. Filmen Beaufort från 2007, regisserad av Joseph Cedar och manus av Cedar och Ron Leshem, är en krigsfilm som handlar om israeliska soldater i Beaufort före Israels tillbakadragande av trupperna 2000. Filmen är dock inte inspelad i borgen, utan i Nimrodfortet, som ligger i Golanhöjderna.